# Halleluja voor een paar vuisten
Halleluja voor een paar vuisten (Italiaans: La collina degli stivali; Engels: Boot Hill) is een Italiaanse spaghettiwestern met Terence Hill, Bud Spencer en Woody Strode. 

## Verhaal
Een cowboy vernoemd naar zanger Cat Stevens (Hill) bereidt samen met een oude vriend (Spencer) en een trapeze-artiest (Strode) een plan voor om wraak te nemen op de corrupte burgemeester van de lokale gemeenschap.

## Rolverdeling
| Acteur            | Personage    |
| ----------------- | ------------ |
| Terence Hill      | Cat Stevens  |
| Bud Spencer       | Hutch Bessy  |
| Woody Strode      | Thomas       |
| Glauco Onorato    | Finch        |
| Victor Buono      | Honey Fisher |
| Eduardo Ciannelli | Boone        |
| Lionel Stander    | Mami         |